# Pęcherzyk porcelanowy

Zdjęcie przeglądowe jamy brzusznej 84-letniej kobiety z rozlanym bólem brzucha i utratą masy ciała w wywiadzie wykazuje obecność pęcherzyka porcelanowego

Pęcherzyk porcelanowy (ang. porcelain gallbladder) – pęcherzyk żółciowy o ścianach wysyconych solami wapnia. Przyczyny i znaczenie tego stanu nie są znane. Proponowano rolę obstrukcji przewodu pęcherzykowego, niedokrwienia ściany i przewlekłego procesu zapalnego. Zwapniały pęcherzyk nie jest powiększony. Rozpoznanie często stawiane jest przypadkowo na podstawie zdjęcia przeglądowego albo w USG. Uważano niegdyś że pęcherzyk porcelanowy jest stanem predysponującym do raka tego narządu; niedawne doniesienia nie potwierdzają tych obserwacji.